# Wilhelm Emil Wahlberg

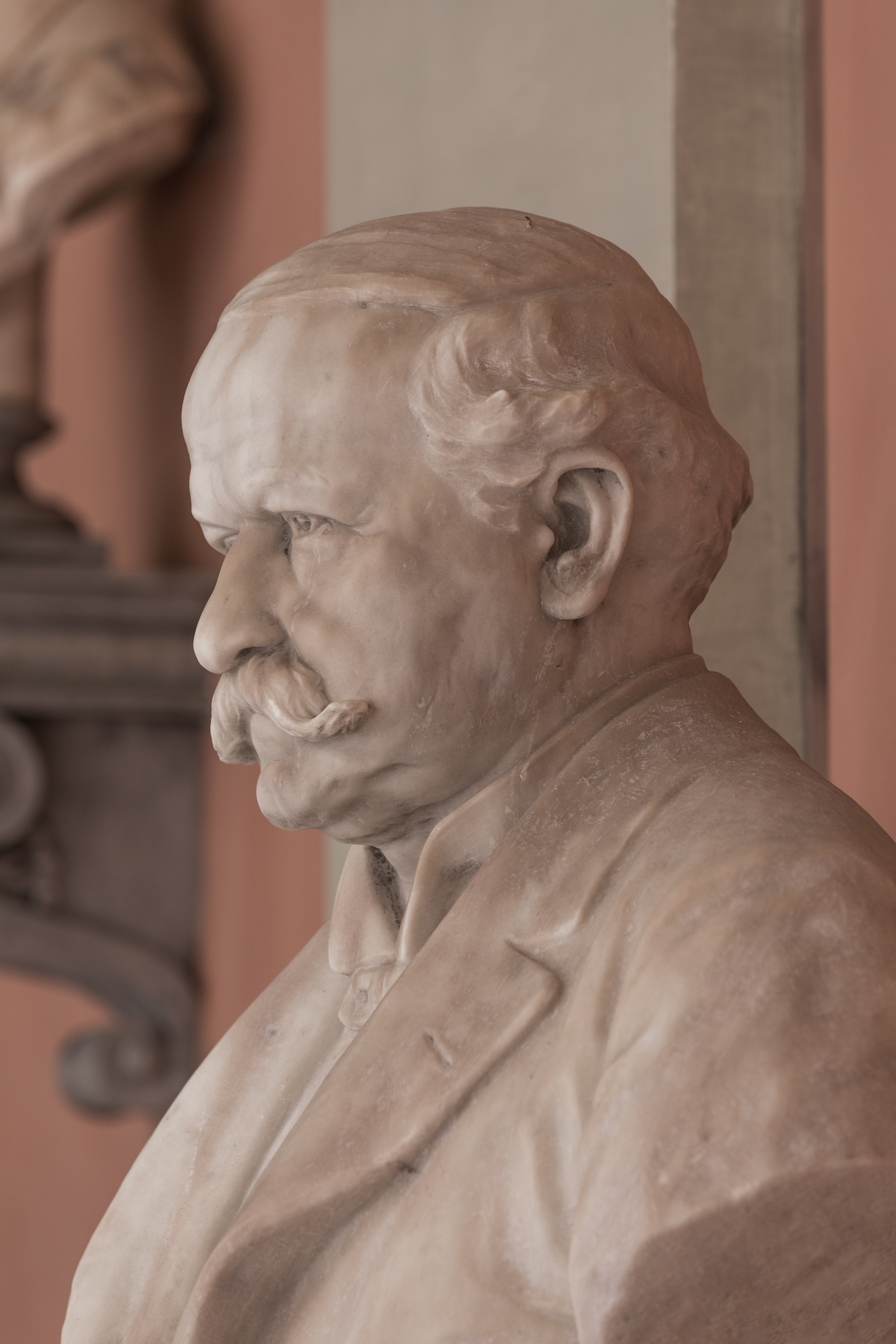
Wahlberg, Büste von Melanie Horsetzky von Hornthal

Wilhelm Emil Wahlberg (* 4. Juli 1824 in Prag; † 31. Januar 1901 in Wien) war ein österreichischer Jurist und Strafrechtler.

## Leben
Wahlberg studierte die Rechtswissenschaften in Wien und habilitierte 1851. 1854 wurde er zum außerordentlichen und 1860 schließlich zum ordentlichen Professor ernannt. Von 1864 bis 1872 war er Mitglied der Ministerial-Justizkommission zur Ausarbeitung des Entwurfes eines Strafgesetzbuches, womit er auch maßgeblich an der Entstehung einer Reform des Strafgesetzbuches beteiligt war. Er wurde Mitglied des Staatsgerichtshofs und der Strafgesetzkommission. Von 1874 bis 1875 hatte er das Amt des Rektors der Universität Wien inne. Wahlberg starb am 31. Jänner 1901 in Wien und wurde auf dem Dornbacher Friedhof beigesetzt.
Nach ihm ist die Wahlberggasse im 14. Wiener Gemeindebezirk Penzing benannt. Eine Porträtbüste von ihm steht im Arkadenhof der Universität Wien, welche von Melanie Horsetzky von Hornthal geschaffen wurde.

## Schaffen
Ein besonderes Anliegen waren ihm Themen des Strafrechts sowie der Strafprozessordnung sowie des Strafvollzugs. Ein Hauptaugenmerk findet sich in der Frage nach der Zurechnungsfähigkeit sowie der Unterscheidung zwischen Gelegenheitsverbrechen und Gewohnheitsdelikt.
Er gilt als einer der Begründer der subjektiven Sicht des Strafrechts und stellte somit den Rechtsbrecher in den Mittelpunkt der Betrachtung. In der Strafe sah Wahlberg die Möglichkeiten der Abschreckung, Prävention, Besserung und Sicherung.

## Schriften (Auswahl)
- Grundlinien der strafrechtlichen Zurechnungslehre, 1857.
- Die Ehrenfolgen der strafgerichtlicher Verurteilung, 1864.
- Das Prinzip der Individualisierung in der Strafrechtspflege, 1869.
- Kriminalistische und nationalökonomische Gesichtspunkte mit Rücksicht auf das deutsche Reichsstrafrecht, 1872.
- Kritik des Entwurfs einer Strafprozessordnung für das deutsche Reich, 1873.
- Gesammelte kleinere Schriften, 3 Bände, 1875–82.
- Ein Disziplinarprozess vor dem akademischen Senat der Wiener Universität, 1889.
- Gesammelte kleinere Schriften und Bruchstücke über Strafrecht.
- Entstehungsgeschichte des Josephinischen Jagdediktes, 1886.
- Über die Freiheitsstrafe im Strafgesetzbuche, 1890.